# Герб Арагонської корони
Так звані стовпи Арагону, Королівський знак Арагону, Королівські герби Арагону, Чотири стовпи, Червоні стовпи або герб Корони Арагонської, які носять чотири червоні стовпи на золотому тлі, зображають герб Королів Арагону. Він відрізняється від прапора тим, що цей останній використовує балки. Це один із найдавніших гербів Європи, який датується печаткою Раймона-Беренгара IV, графа Барселони та принца Арагонського від 1150 року.
Сьогодні цей символ був прийнятий та/або включений до гербів кількома колишніми територіями, пов'язаними з Арагонською короною. Це герб Іспанії, який містить його в третій чверті, оскільки королі Іспанії є спадкоємцями арагонських володарів; герб Андорри, що також містить стовпи в третій чверті. Стовпи є головним елементом гербів нинішніх іспанських автономних співтовариств Каталонії, Валенсійської громади та Балеарських островів; четвертої чверті Іспанської автономної громади Арагону; французьких регіонів Лангедок-Русійон (департамент Східні Піренеї, територія якого містить землі старої провінції Руссільйон та Алти Сарданьї); і в італійських провінціях Реджо-де-Калабрія, Катандзаро в Калабрії та Лечче в Апулії. Він фігурує також у численних муніципальних гербах на територіях Корони, утворених або шляхом явної поступки короля, або через те, що вони були містами чи містечками realengo (тобто таих, що безпосередньо залежали від Корони та не належали до складу маєтностей); та інших, що знаходяться поза нею, і в цьому випадку символ вживається через присутність короля чи лицарів Корони в якийсь момент їх локальної історії.

## Геральдичний опис

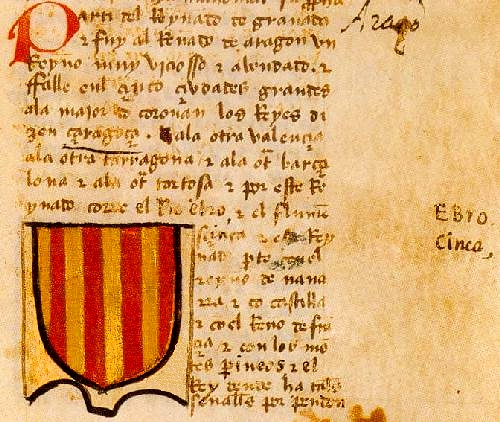
Сторінка рукопису Книги знань про всі царства (XIV століття) із зображенням герба Арагону

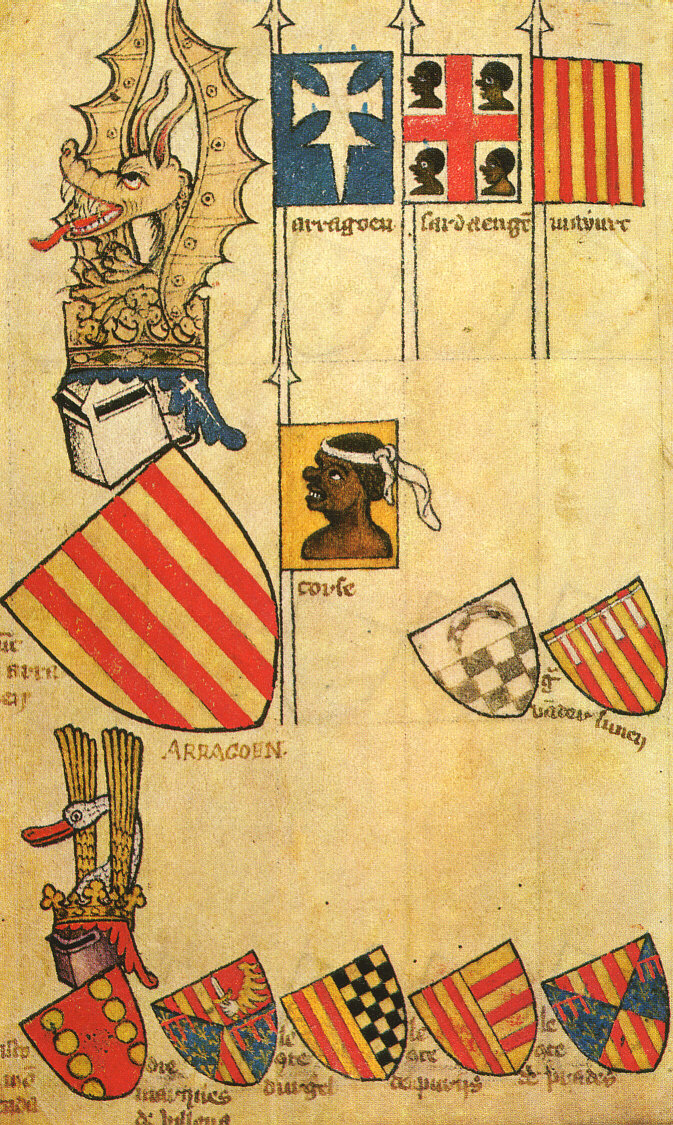
Гельдернський гербовник, с. 62

Блазон герба: На золотому полі чотири червоні стовпи. У геральдиці такий щит відомий як арагонський.
Ці червоні стовпи зазвичай називають у популярному використанні та культурі як «червоні смуги» або «чотири стовпи» .
Даний герб описується в таких гербовниках середньовіччя. В «Armorial du Ero Vermandois» (1285—1300) — як герб короля Арагонського, конкретно називаючи Педро II, описуючи його так "Це герб графів Барселони, які придбали Арагон через одруження (…), графи Барселони — такий же герб або три червоні смуги, герб короля Майорки — це герб Арагону, з гербом Хайме II, короля Майорки, або чотирьох стовпів, що охоплюють лазурний вигин і короля Тернакла Арагонський срібний хрест, який знаходиться у кутку синього поля (. . .) Палі або чотири стовпи (. . . ). Герб з чотирма червоними стовпами на золотому тлі з'являється на кількох інших гербах, названих як «Арагонські».
Герб згадується в Armorial de Gelre (1370—1395 рр.), як герб Педро IV, короля Арагону, золотий з чотирма палелями стовпів; Armorial d'Urfé (1380 р.), де є історичний герб Каталонії; гербовнику де Шароле (1425 р.), де є герб Барселони; гербовнику Ле Блана (1420—1450 рр.), як історичний герб Барселони, гербовнику Війнбергену, як герб короля Арагону, що містить чотири стовпи.

## Історія

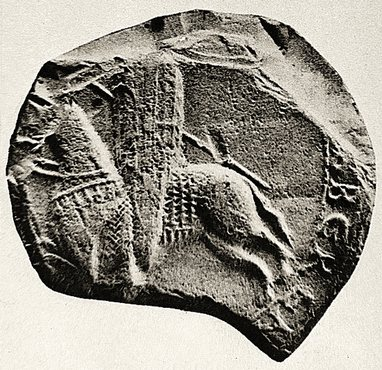
Печать Рамона-Беренгера IV, графа Барселони

Спочатку герб вживався як власність королів Арагону та графів Барселони. У 1137 р., коли Арагон та графство Барселона об'єдналися династичним союзом одруженням Реймона-Беренгара IV Барселонського та Петроніли Арагонської, ці титули та герби нарешті об'єдналися, коли їхній син Альфонсо II Арагонський посів престол 1162 року. Поступово різні державні утворення та їх складові, над якими володарювала Арагонська династія — Барселонського дому, стали називати короною Арагону.
"Новий правитель об'єднаної династії (Реймон-Беренгар IV Барселонський) назвав себе графом Барселони і "принцом «Арагона».
Син Рамона Беренгара IV і Петроніла, Альфонсо II, успадкував обидва титули короля Арагона та графа Барселони в стилі, який підтримували б усі його наступники корони. Так, цей союз був укладений, поважаючи існуючі інститути та парламенти обох територій.
Наразі даний герб займає третю чверть герба Королівства Іспанія.

## Теорії походження

### Теорії каталонського походження
Найдавніше свідчення, де можна побачити герб, датуються 1150 роком і збереглися на печатці Рамона-Беренгера IV, графа Барселони. Докази печатки опротестовуються деякими арагонськими авторами, які стверджують, що перші документально підтверджені докази датуються документами Альфосо II (короля Арагону та графа Барселони).
Як догеральдичний символ червоні смуги на жовтому тлі знайдені на романських могилах графства Барселони часів графа Рамона-Беренгера II, який помер 1082 року, та його прабабусі Ермессенди, яка померла 1058 року, дружини Графа Рамона-Борренгера I. Обидві гробниці знаходилися на портику старого романського собору в Жироні; проте, не доведено, що 15 брусків золота, що з'являються на картині, є сучасними поховань. Це доказ, що стосується гербів лінії графів Барселони, а догеральдичні форми вказують на догеральдичні часи, до другої третини ХІІ ст.

### Теорії арагонського походження
Точне походження символу чотирьох стовпів незрозуміле, і довгий час це пояснювалося легендами, як тепер доведено помилковими. Перші незаперечні свідчення про герб з'являються від часів правління Альфонсо II (короля Арагону та графа Барселони).
Було запропоновано суто арагонське походження символу чотирьох стовпів з марсельських печаток, чого дотримуються арагонські автори (Фаташ, Убіето, Монтанер) та, частково, деякі каталонські історики, як Ферран де Сегарра. Проте, лінії в монохромних марсельських печатках одними трактуються як просто подряпини, а іншими — як зображення арматури щита. Дану теорію відкидає арагонський член Міжнародної академії геральдики Фаустіно Менендес-Підал.
Другим доказом, висунутим арагонськими авторами, є те, що граф Барселони Рамон-Беренгер IV був фактично правителем Арагону, навіть якщо тільки його син Альфонсо II став де-юре королем Арагону. Тому будь-який символ, пов'язаний з Рамоном-Беренгером IV, також можна віднести до тодішньої розквітаючої Корони Арагону.

## Використання
Цей герб вживається автономними спільнотами Арагоном, Балеарськими островами, Каталонією, Валенсійською спільнотою та деякими містами, такими як Барселона.

### Герби регіонів та країн, які історично пов'язані з Арагоном

Герб Андорри
Герб Іспанії
Герб Каталонії
Герб Валенсії
Герб Балеарських островів
Герб Арагону
Герб Прованс — Альпи — Лазурний Берег
Герб провінції Таррагона

### Герб міст

Герб Альбаррасіни у провінції Теруель
Герб Альканьїса в провінції Теруель
Герб Барселони
Герб Каріньєни в провінції Сарагоса
Герб Каспе в провінції Сарагоса
Герб Сервери в провінції Льєйда
Герб Куарте-де-Уерви в провінції Сарагоса
Герб Дароки в провінції Сарагоса
Герб Фраги в провінції Уеска
Герб Лериди
Герб Перпіньяна
Герб Сабіньяніги в провінції Уеска
Герб Тамаріте-де-Літери в провінції Уеска
Герб Тарасони в провінції Сарагоса
Герб Теруеля
Герб Утебо в провінції Сарагоса
Герб Валенсії
Герб Саламанки

### Герб принца чи принцеси Жирони

Герб титульного принца Жирони (1370–1665)

## Список джерел
- Fatás, Guillermo; Guillermo Redondo (1978). La bandera de Aragón (Spanish) . Zaragoza: Colección Básica Aragonesa, 3. Retrieved on 9 September 2007.
- Fatás, Guillermo; Guillermo Redondo (1995). Blasón de Aragón : el escudo y la bandera Zaragoza (Spanish) . Diputación General de Aragón, D.L. Retrieved on 9 September 2007.
- Fluvià I Escorsa, Armand de (1994). Els quatre pals: l'escut dels comtes de Barcelona (Spanish) . Barcelona: Episodis de la Història, 300. Retrieved on 9 September 2007.
- Menéndez Pidal de Navascués, Faustino (1991). Palos de oro y gules (Spanish)  (вид. vol. IV). Barcelona: Episodis de la Història, 300. с. 669—704. Retrieved on 9 September 2007.
- Montaner Frutos, Alberto (1995). El señal real del rey de Aragón: historia y significado (Spanish)  (вид. vol. IV). Zaragoza: Fernando el Católico. с. 669—704. Retrieved on 9 September 2007.